# ガバナンス
ガバナンス（governance）とは、統治（とうち）のあらゆるプロセスをいう。政府、企業などの組織のほか、領土、ITシステム、権力などにも用いられる広い概念であることが分かる。ガバナンスにおいては、関係者がその相互作用や意思決定により、社会規範や制度を形成し、強化し、あるいは再構成していく。
その起源は、ギリシャ語にあり、同根であるガバメントすなわち政府と比較すると、公的な組織ではなく、関係者の相互作用を意味する点が異なる。
近年では、企業統治のうえで不祥事の予防・対策との関係で問題とされる事例が増えており、この場合はコーポレート・ガバナンスと呼ばれる。